# Veľká Ves
Veľká Ves es un municipio del distrito de Poltár en la región de Banská Bystrica, Eslovaquia, con una población estimada a final del año 2024 de 410 habitantes.
Se encuentra ubicado en el centro de la región, cerca del río Ipoly —un afluente izquierdo del Danubio— y de la frontera con Hungría.

## Demografía
| Año        | 1994 | 2004    | 2014    | 2024    |
| ---------- | ---- | ------- | ------- | ------- |
| Población  | 441  | 428     | 450     | 410     |
| Diferencia |      | −2,94 % | +5,14 % | −8,88 % |

| Año        | 2023 | 2024    |
| ---------- | ---- | ------- |
| Población  | 406  | 410     |
| Diferencia |      | +0,98 % |